# 藤田庄市
藤田 庄市（ふじた しょういち、1947年 - ）は、日本のフォトジャーナリスト。日本写真家協会会員。国際宗教研究所・宗教情報リサーチセンター元研究員。日本山岳修験学会評議員。

## 経歴
1947年、東京都に生まれる。1971年、大正大学文学部哲学科を卒業。2013年、写真展『伊勢神宮 自然のなかの神事』を銀座ニコンサロンで開催する。

## 著書
- 拝み屋さん 霊能祈禱師の世界（1990年、弘文堂）
- 民俗仏教の旅（1992年、青弓社）
- おみくじ 神仏の器となりて（1993年、かど書房）
- 異界を駈ける 山岳修行と霊能の世界（1995年、学研マーケティング）
- オウム真理教事件（1995年、朝日新聞社）
- 四国八十八カ所 弘法大師と歩く心の旅（1996年、学研マーケティング）
- 行とは何か（1997年、新潮選書）
- 霊場の事典 日本全国の神仏と出会う道（1997年、学研マーケティング）
- 神さま仏さま 現代宗教の考現学（1998年、アスキー・メディアワークス）
- 本朝霊域紀行（2000年、新潮社）
- 熊野、修験の道を往く 「大峯奥駆け修行」完全踏破（2005年、淡交社）
- 宗教事件の内側 精神を呪縛される人びと（2008年、岩波書店）[6][注 1]